# Agapanthus praecox
Agapanthus praecox é uma espécie de planta com flor pertencente à família Liliaceae. 
A autoridade científica da espécie é Willd., tendo sido publicada em Enumeratio Plantarum Horti Botanici Berolinensis,...1: 353. 1809.

## Portugal
Trata-se de uma espécie presente no território português, nomeadamente os seguintes táxones infraespecíficos:
- Agapanthus praecox subsp. orientalis - presente no Arquipélago da Madeira. Em termos de naturalidade é introduzida na região atrás referida. Não se encontra protegida por legislação portuguesa ou da Comunidade Europeia.